# Seznam poslanců Českého zemského sněmu (1872–1878)
Toto je seznam poslanců Českého zemského sněmu ve volebním období 1872–1878. Zahrnuje všechny členy Českého zemského sněmu ve funkčním období od zemských voleb roku 1872 až do zemských voleb roku 1878. V samostatných seznamech jsou uvedeni i poslanci zvolení v doplňovacích volbách v průběhu funkčního období sněmu, včetně zemských voleb roku 1874, kdy bylo nově vybíráno několik desítek poslanců převážně v etnicky českých volebních obvodech.

## Abecední seznam poslanců zvolených ve volbách roku 1872
| Jméno                            | Kurie               | Volební obvod                                         | Strana          | Poznámka                                                                               |
| -------------------------------- | ------------------- | ----------------------------------------------------- | --------------- | -------------------------------------------------------------------------------------- |
| Adam Johann Herrmann             | městská             | Hajda, Šenov, Plottendorf, Parchen                    | Ústavní str.    | [ 2 ]                                                                                  |
| Aehrenthal Johann                | velkostatkářská     | nesvěřenecké velkostatky                              |                 | [ 3 ]                                                                                  |
| Alter Rudolf                     | venk. obcí          | Dubá, Štětí                                           | Ústavní str.    | [ 4 ]                                                                                  |
| Althann Karl von                 | velkostatkářská     | svěřenecké velkostatky                                |                 | Rezignoval před dubnem 1877.                                                           |
| Aschenbrenner Adolf              | městská             | Šluknov, Ehrenberg, Haňšpach                          | Ústavní str.    | [ 2 ]                                                                                  |
| Aßmann Karl                      | venk. obcí          | Česká Lípa, Mimoň, Hajda, Cvikov                      | Ústavní str.    | [ 4 ]                                                                                  |
| Auersperg Adolf                  | velkostatkářská     | nesvěřenecké velkostatky                              |                 | [ 3 ]                                                                                  |
| Auersperg Karel Vilém            | velkostatkářská     | nesvěřenecké velkostatky                              |                 | [ 3 ]                                                                                  |
| Bachofen von Echt Clemens        | velkostatkářská     | nesvěřenecké velkostatky                              |                 | [ 3 ]                                                                                  |
| Banhans Anton                    | městská             | Most, Bílina, Horní Litvínov                          | Ústavní str.    | [ 6 ]                                                                                  |
| Bareuther Ernst                  | městská             | Kraslice, Nejdek, Schönbach                           | Ústavní str.    | [ 2 ]                                                                                  |
| Bauriedl Christof                | venk. obcí          | Horšovský Týn, Hostouň, Ronšperk                      |                 | [ 7 ]                                                                                  |
| Bayer Kajetan                    | obch. a živn. komor | Plzeň                                                 |                 | [ 6 ]                                                                                  |
| Becher Franz                     | velkostatkářská     | nesvěřenecké velkostatky                              |                 | [ 3 ]                                                                                  |
| Bělský Václav                    | městská             | Praha-Staré Město                                     | Národní str.    | [ 2 ]                                                                                  |
| Bitterlich Josef                 | městská             | Georgswalde, Königswalde                              |                 | [ 2 ]                                                                                  |
| Blumenkron Robert                | velkostatkářská     | svěřenecké velkostatky                                |                 | Rezignoval před březnem 1876.                                                          |
| Boos-Waldeck Franz               | velkostatkářská     | nesvěřenecké velkostatky                              |                 | Rezignoval 1873.                                                                       |
| Bouzar Jan                       | městská             | Litomyšl, Polička                                     |                 | [ 6 ]                                                                                  |
| Bozděch Václav                   | venk. obcí          | Klatovy, Plánice                                      |                 | [ 7 ]                                                                                  |
| Bradáč Vincenc                   | městská             | Praha-Hradčany                                        | Národní str.    | [ 6 ]                                                                                  |
| Brauner František August         | venk. obcí          | Přeštice, Nepomuk                                     |                 | [ 7 ]                                                                                  |
| Brechler Josef                   | velkostatkářská     | nesvěřenecké velkostatky                              |                 | [ 3 ]                                                                                  |
| Brzorád Josef                    | venk. obcí          | Jílové, Říčany                                        |                 | [ 7 ]                                                                                  |
| Clary Eduard                     | velkostatkářská     | svěřenecké velkostatky                                |                 | Rezignoval před dubnem 1875.                                                           |
| Claudi Eduard                    | městská             | Budějovice                                            |                 | [ 2 ]                                                                                  |
| Czeschik Franz                   | velkostatkářská     | nesvěřenecké velkostatky                              |                 | [ 3 ]                                                                                  |
| Černý Jan                        | městská             | Mnichovo Hradiště, Turnov, Bělá                       |                 | [ 4 ]                                                                                  |
| Čížek Antonín                    | venk. obcí          | Vrchlabí, Rokytnice, Jilemnice                        |                 | [ 2 ]                                                                                  |
| Daubek Eduard ml.                | velkostatkářská     | nesvěřenecké velkostatky                              |                 | [ 3 ]                                                                                  |
| Dittrich Josef                   | městská             | Praha-Malá Strana                                     | Národní str.    | [ 6 ]                                                                                  |
| Dormitzer Maximilian             | obch. a živn. komor | Praha                                                 |                 | [ 6 ]                                                                                  |
| Dotzauer Richard                 | obch. a živn. komor | Praha                                                 |                 | Rezignoval před dubnem 1875.                                                           |
| Ehrenfeld Karl Mohr              | velkostatkářská     | nesvěřenecké velkostatky                              |                 | [ 3 ]                                                                                  |
| Erler Ludwig                     | venk. obcí          | Žatec, Chomutov, Postoloprty, Bastianperk, Podbořany  | Ústavní str.    | [ 12 ]                                                                                 |
| Esop Josef                       | městská             | Jičín, Nový Bydžov                                    |                 | [ 2 ]                                                                                  |
| Faber Karel                      | venk. obcí          | Milevsko, Sedlec, Bechyně                             |                 | [ 7 ]                                                                                  |
| Fáček František                  | venk. obcí          | Chotěboř, Habry                                       |                 | [ 7 ]                                                                                  |
| Fiala František                  | venk. obcí          | Lanškroun, Ústí n. O.                                 |                 | [ 7 ]                                                                                  |
| Fink Antonín                     | venk. obcí          | Votice, Sedlčany                                      |                 | [ 7 ]                                                                                  |
| Forster Emanuel                  | velkostatkářská     | nesvěřenecké velkostatky                              |                 | [ 3 ]                                                                                  |
| Frank Heinrich                   | obch. a živn. komor | Budějovice                                            |                 | [ 6 ]                                                                                  |
| Frič Josef František             | městská             | Praha-Nové Město                                      | Národní str.    | [ 6 ]                                                                                  |
| Friedrich Anton                  | obch. a živn. komor | Liberec                                               |                 | [ 6 ]                                                                                  |
| Fürstl v. Teichek Rudolf         | velkostatkářská     | nesvěřenecké velkostatky                              |                 | [ 3 ]                                                                                  |
| Fürth Josef                      | obch. a živn. komor | Plzeň                                                 |                 | [ 6 ]                                                                                  |
| Gabriel Josef Ambrož             | venk. obcí          | Sušice, Kašperské Hory                                |                 | [ 7 ]                                                                                  |
| Geymüller Jakob                  | velkostatkářská     | nesvěřenecké velkostatky                              |                 | [ 3 ]                                                                                  |
| Ginzel Josef                     | velkostatkářská     | nesvěřenecké velkostatky                              |                 | Rezignoval 1873.                                                                       |
| Görner Anton                     | městská             | Cvikov, Mimoň                                         | Ústavní str.    | [ 2 ]                                                                                  |
| Götzl Josef                      | městská             | Karlín                                                | Národní str.    | [ 2 ]                                                                                  |
| Graf Lubert                      | městská             | Cheb                                                  | Ústavní str.    | [ 2 ]                                                                                  |
| Graße Ignaz                      | městská             | Liberec                                               |                 | Rezignoval r. 1874.                                                                    |
| Grégr Eduard                     | venk. obcí          | Vysoké Mýto, Skuteč, Hlinsko                          |                 | [ 7 ]                                                                                  |
| Grégr Julius                     | městská             | Slaný, Louny, Rakovník                                | Národní str.    | [ 2 ]                                                                                  |
| Groß Gustav                      | městská             | Liberec                                               |                 | Rezignoval před dubnem 1875.                                                           |
| Grünwald Vendelín                | městská             | Třeboň, Lišov, Týn n. Vltavou                         |                 | [ 3 ]                                                                                  |
| Habermann Georg                  | obch. a živn. komor | Cheb                                                  |                 | Rezignoval před březnem 1876.                                                          |
| Hallwich Hermann                 | městská             | Vrchlabí, Lanov, Hostinné                             | Ústavní str.    | [ 2 ]                                                                                  |
| Hanisch Julius                   | venk. obcí          | Žamberk, Králíky, Rokytnice                           |                 | [ 4 ]                                                                                  |
| Hanl Karel Boromejský            | virilisté           | biskup královéhradecký                                |                 |                                                                                        |
| Hartig Edmund                    | velkostatkářská     | nesvěřenecké velkostatky                              |                 | Rezignoval před dubnem 1877.                                                           |
| Hartl František                  | venk. obcí          | Turnov, Český Dub                                     |                 | [ 7 ]                                                                                  |
| Hasner Leopold                   | městská             | Trutnov, Broumov, Police                              | Ústavní str.    | [ 2 ]                                                                                  |
| Hassmann Theodor                 | městská             | Žatec, Kadaň                                          | Ústavní str.    | [ 2 ]                                                                                  |
| Hausmann Čeněk                   | městská             | Rychnov, Žamberk, Kostelec n. Orlicí, Dobruška        |                 | [ 6 ]                                                                                  |
| Havelec František                | městská             | Kolín, Kouřim, Poděbrady                              |                 | [ 3 ]                                                                                  |
| Hecke Wenzel                     | venk. obcí          | Frýdlant                                              | Ústavní str.    | [ 12 ]                                                                                 |
| Henneberg-Spiegel Gottlieb       | velkostatkářská     | nesvěřenecké velkostatky                              |                 | [ 3 ]                                                                                  |
| Herbst Eduard                    | venk. obcí          | Šluknov, Haňšpach                                     | Ústavní str.    | [ 4 ]                                                                                  |
| Herkner Eduard                   | obch. a živn. komor | Liberec                                               |                 | [ 6 ]                                                                                  |
| Hons Antonín                     | venk. obcí          | Mladá Boleslav, Mnich. Hradiště, Bělá                 |                 | [ 4 ]                                                                                  |
| Höfler Konstantin von            | virilisté           | rektor pražské univerzity                             |                 |                                                                                        |
| Husák Antonín                    | venk. obcí          | Slaný, Velvary, Libochovice                           |                 | [ 4 ]                                                                                  |
| Huscher Georg                    | městská             | Aš, Rossbach                                          | Ústavní str.    | [ 2 ]                                                                                  |
| Chotek Otto                      | velkostatkářská     | svěřenecké velkostatky                                |                 | [ 3 ]                                                                                  |
| Jablonský Rudolf                 | městská             | Čáslav, Chotěboř, Golčův Jeníkov                      |                 | [ 3 ]                                                                                  |
| Jahnel Anton                     | městská             | Liberec                                               |                 | [ 6 ]                                                                                  |
| Jaksch Anton                     | velkostatkářská     | nesvěřenecké velkostatky                              |                 | [ 3 ]                                                                                  |
| Janota Eduard                    | venk. obcí          | Falknov, Kynžvart                                     |                 | [ 4 ]                                                                                  |
| Jaresch Johann                   | velkostatkářská     | nesvěřenecké velkostatky                              |                 | [ 3 ]                                                                                  |
| Jeřábek František                | městská             | Lomnice, Nová Paka, Sobotka                           |                 | [ 3 ]                                                                                  |
| Jeřábek Jan                      | venk. obcí          | Nový Bydžov, Chlumec                                  |                 | [ 7 ]                                                                                  |
| Jílek Jan                        | venk. obcí          | Hořovice, Zbiroh                                      |                 | [ 7 ]                                                                                  |
| Jirsík Jan Valerián              | virilisté           | biskup budějovický                                    |                 |                                                                                        |
| Kahles August                    | venk. obcí          | Ledeč, Dolní Kralovice                                |                 | [ 4 ]                                                                                  |
| Kardasch Gregor                  | venk. obcí          | Č. Krumlov, Chvalšiny, Planá                          |                 | [ 4 ]                                                                                  |
| Khevenhüller Karl                | velkostatkářská     | svěřenecké velkostatky                                |                 | [ 3 ]                                                                                  |
| Khevenhüller Richard             | velkostatkářská     | svěřenecké velkostatky                                |                 | Rezignoval před dubnem 1877.                                                           |
| Kinský Octavián Josef            | velkostatkářská     | svěřenecké velkostatky                                |                 | Rezignoval před dubnem 1875.                                                           |
| Klaudy Karel Leopold             | venk. obcí          | Jičín, Lomnice, Sobotka, Libáň                        |                 | [ 4 ]                                                                                  |
| Klepsch Adolf                    | městská             | Varnsdorf                                             |                 | Rezignoval r. 1874.                                                                    |
| Klier Franz                      | městská             | Děčín, Podmokly, Česká Kamenice, Chřibská             | Ústavní str.    | [ 2 ]                                                                                  |
| Klíma Václav                     | městská             | Klatovy, Domažlice                                    |                 | [ 6 ]                                                                                  |
| Klimeš Josef                     | venk. obcí          | Chrudim, Nasavrky                                     |                 | [ 7 ]                                                                                  |
| Knoll Alfred                     | městská             | Karlovy Vary, Jáchymov                                |                 | [ 2 ]                                                                                  |
| Knötgen Adolf                    | venk. obcí          | Kraslice, Nejdek                                      | Ústavní str.    | [ 7 ]                                                                                  |
| Kobinger Johann Nepomuk          | městská             | Krumlov, Kaplice, Nové Hrady, Vyšší Brod              | Ústavní str.    | [ 6 ]                                                                                  |
| Kodym Filip Stanislav            | venk. obcí          | Smíchov, Zbraslav, Beroun, Unhošť                     |                 | [ 4 ]                                                                                  |
| Korb von Weidenheim Franz        | velkostatkářská     | nesvěřenecké velkostatky                              |                 | Zemřel 1. 10. 1876.                                                                    |
| Korb v. Weidenheim Karl st.      | velkostatkářská     | nesvěřenecké velkostatky                              |                 | [ 3 ]                                                                                  |
| Korb von Weidenheim Ludwig       | velkostatkářská     | svěřenecké velkostatky                                |                 | [ 3 ]                                                                                  |
| Kořínek František                | městská             | Nové Město, Náchod, Opočno                            |                 | [ 4 ]                                                                                  |
| Kotz v. Dobrz Ferdinand          | velkostatkářská     | nesvěřenecké velkostatky                              |                 | [ 3 ]                                                                                  |
| Köpel Mathias                    | venk. obcí          | Kaplice, Nové Hrady, Vyšší Brod                       | Ústavní str.    | [ 7 ]                                                                                  |
| Kralert František                | venk. obcí          | Pelhřimov, Pacov, Kamenice, Počátky                   |                 | [ 7 ]                                                                                  |
| Kratochvíle Jan                  | venk. obcí          | Tábor, Mladá Vožice, Soběslav, Veselí                 |                 | [ 2 ]                                                                                  |
| Krause Ignaz                     | obch. a živn. komor | Liberec                                               |                 | [ 6 ]                                                                                  |
| Krejčí Jan                       | venk. obcí          | Prachatice, Netolice                                  |                 | [ 4 ]                                                                                  |
| Kubíček Matěj                    | venk. obcí          | Vimperk, Volyně                                       |                 | [ 4 ]                                                                                  |
| Kučera Jan                       | venk. obcí          | Písek, Vodňany                                        |                 | [ 7 ]                                                                                  |
| Kuh David                        | venk. obcí          | Most, Hora sv. Kateřiny, Jirkov                       | Ústavní str.    | Rezignoval 1873.                                                                       |
| Lehmann Anton                    | venk. obcí          | Jablonné, Chrastava                                   |                 | [ 4 ]                                                                                  |
| Lehmann Ferdinand                | venk. obcí          | Děčín, Benešov, Č. Kamenice                           | Ústavní str.    | [ 2 ]                                                                                  |
| Leiner Heinrich                  | velkostatkářská     | nesvěřenecké velkostatky                              |                 | [ 3 ]                                                                                  |
| Leitenberger Friedrich von       | městská             | Rokytnice, Jilemnice                                  | Ústavní str.    | Rezignoval před březnem 1876.                                                          |
| Lenk Friedrich                   | městská             | Vildštejn, Kynšperk, Hazlov                           | Ústavní str.    | [ 2 ]                                                                                  |
| Liebsch Maxmilian                | velkostatkářská     | nesvěřenecké velkostatky                              |                 | [ 3 ]                                                                                  |
| Limbeck Johann                   | velkostatkářská     | nesvěřenecké velkostatky                              |                 | [ 3 ]                                                                                  |
| Limbeck Karl von                 | velkostatkářská     | svěřenecké velkostatky                                |                 | [ 3 ]                                                                                  |
| Löffler Wenzl                    | venk. obcí          | Kadaň, Přísečnice, Doupov                             | Ústavní str.    | Rezignoval r. 1874.                                                                    |
| Löw Georg                        | venk. obcí          | Cheb, Vildštejn, Aš                                   | Ústavní str.    | [ 7 ]                                                                                  |
| Lumbe Josef Tadeáš               | velkostatkářská     | nesvěřenecké velkostatky                              |                 | [ 3 ]                                                                                  |
| Lumbe Karl                       | velkostatkářská     | nesvěřenecké velkostatky                              |                 | [ 3 ]                                                                                  |
| Malowetz Zdenko                  | velkostatkářská     | nesvěřenecké velkostatky                              |                 | [ 3 ]                                                                                  |
| Mayer Ernst                      | městská             | Vimperk, Prachatice, Volary                           | Ústavní str.    | [ 7 ]                                                                                  |
| Meißler Anton                    | venk. obcí          | Litoměřice, Lovosice, Úštěk                           |                 | [ 4 ]                                                                                  |
| Mladota ze Solopisk František    | velkostatkářská     | nesvěřenecké velkostatky                              |                 | [ 3 ]                                                                                  |
| Moravec Ignác                    | městská             | Jindřichův Hradec, Bystřice                           |                 | [ 4 ]                                                                                  |
| Morzin Rudolf                    | velkostatkářská     | svěřenecké velkostatky                                |                 | Rezignoval 1873.                                                                       |
| Müller August                    | velkostatkářská     | nesvěřenecké velkostatky                              |                 | Rezignoval 1873.                                                                       |
| Neumann Stanislav                | městská             | Hořovice, Beroun, Rokycany, Radnice                   |                 | [ 6 ]                                                                                  |
| Neumann Wenzel                   | venk. obcí          | Liberec, Jablonec, Tanvald                            | Ústavní str.    | [ 4 ]                                                                                  |
| Nittinger Robert                 | venk. obcí          | Rakovník, Křivoklát, Nové Strašecí, Louny             |                 | [ 4 ]                                                                                  |
| Oliva Alois                      | městská             | Smíchov                                               | samostatný Čech | [ 2 ]                                                                                  |
| Ottoschitz Wenzel Bohusch        | velkostatkářská     | nesvěřenecké velkostatky                              |                 | [ 3 ]                                                                                  |
| Palacký František                | městská             | Praha-Nové Město                                      | Národní str.    | [ 6 ]                                                                                  |
| Peche Josef Karel                | velkostatkářská     | nesvěřenecké velkostatky                              |                 | [ 3 ]                                                                                  |
| Pfeifer Franz                    | velkostatkářská     | nesvěřenecké velkostatky                              |                 | [ 3 ]                                                                                  |
| Pickert Karl                     | venk. obcí          | Žlutice, Bochov                                       | Ústavní str.    | Rezignoval 1873.                                                                       |
| Pichler Anton                    | venk. obcí          | Tachov, Přimda                                        | Ústavní str.    | [ 3 ]                                                                                  |
| Platzer Vilém                    | venk. obcí          | Jindřichův Hradec, Lomnice, Třeboň, N. Bystřice       |                 | [ 7 ]                                                                                  |
| Plener Ignaz                     | obch. a živn. komor | Cheb                                                  |                 | [ 6 ]                                                                                  |
| Pokorný František                | venk. obcí          | Černý Kostelec, Český Brod                            |                 | [ 4 ]                                                                                  |
| Pollach Štěpán                   | městská             | Praha-Hradčany                                        | Národní str.    | [ 6 ]                                                                                  |
| Porák Antonín                    | městská             | Dvůr Králové, Náchod, Hořice                          |                 | [ 3 ]                                                                                  |
| Posselt Kajetan                  | velkostatkářská     | nesvěřenecké velkostatky                              |                 | [ 3 ]                                                                                  |
| Potůček Karel                    | venk. obcí          | Rokycany, Blovice                                     |                 | [ 2 ]                                                                                  |
| Pour Václav                      | venk. obcí          | Pardubice, Holice, Přelouč                            |                 | [ 4 ]                                                                                  |
| Práchenský Josef Stanislav       | městská             | Mělník, Brandýs n. L., Roudnice                       |                 | [ 6 ]                                                                                  |
| Pražák Josef                     | venk. obcí          | Mělník, Roudnice                                      |                 | [ 7 ]                                                                                  |
| Pretis Sisinio                   | velkostatkářská     | nesvěřenecké velkostatky                              |                 | [ 3 ]                                                                                  |
| Pštross František                | městská             | Praha-Staré Město                                     | Národní str.    | [ 2 ]                                                                                  |
| Rasp Johann                      | městská             | Planá, Tachov, Stříbro, Žandov                        |                 | [ 2 ]                                                                                  |
| Raudnitz Moritz                  | městská             | Mikulášovice, Zeidlery, Krásná Lípa                   | Ústavní str.    | Uváděn i jako Moriz Raudnitz.                                                          |
| Reichert Václav                  | venk. obcí          | Hořice, Nová Paka                                     |                 | [ 4 ]                                                                                  |
| Rieger František Ladislav        | venk. obcí          | Semily, Železný Brod                                  |                 | [ 4 ]                                                                                  |
| Riese-Stallburg Adolf            | velkostatkářská     | nesvěřenecké velkostatky                              |                 | [ 3 ]                                                                                  |
| Riese-Stallburg Werner Friedrich | velkostatkářská     | nesvěřenecké velkostatky                              |                 | Rezignoval před březnem 1876.                                                          |
| Richter Anton Mansuet            | obch. a živn. komor | Praha                                                 |                 | [ 6 ]                                                                                  |
| Ringhoffer František             | velkostatkářská     | nesvěřenecké velkostatky                              |                 | Zemřel 1873.                                                                           |
| Roser Franz Moritz               | venk. obcí          | Broumov, Police                                       | Ústavní str.    | [ 4 ]                                                                                  |
| Roth Karel                       | městská             | Chrudim, Heřmanův Městec                              |                 | [ 6 ]                                                                                  |
| Ruß Viktor Wilhelm               | venk. obcí          | Ústí n. Labem, Chabařovice                            | Ústavní str.    | [ 4 ]                                                                                  |
| Říha Josef                       | venk. obcí          | Kutná Hora, Čáslav                                    |                 | [ 4 ]                                                                                  |
| Salm Louis                       | velkostatkářská     | nesvěřenecké velkostatky                              |                 | [ 3 ]                                                                                  |
| Salm-Reifferscheid Franz         | velkostatkářská     | svěřenecké velkostatky                                |                 | [ 3 ]                                                                                  |
| Salm-Reifferscheid Johann        | velkostatkářská     | svěřenecké velkostatky                                |                 | [ 3 ]                                                                                  |
| Seeling Karel                    | městská             | Praha-Malá Strana                                     | Národní str.    | [ 6 ]                                                                                  |
| Seidemann Heinrich               | městská             | Jablonec, Hodkovice, Smržovka                         |                 | [ 6 ]                                                                                  |
| Scharschmid Max v. Adlertreu     | velkostatkářská     | nesvěřenecké velkostatky                              |                 | [ 3 ]                                                                                  |
| Schaumburg-Lippe Vilém           | velkostatkářská     | svěřenecké velkostatky                                |                 | [ 3 ]                                                                                  |
| Schier Josef                     | obch. a živn. komor | Budějovice                                            |                 | [ 6 ]                                                                                  |
| Schlecht Johann                  | velkostatkářská     | nesvěřenecké velkostatky                              |                 | [ 3 ]                                                                                  |
| Schlesinger Ludwig               | venk. obcí          | Karlovy Vary, Loket, Bečov                            | Ústavní str.    | [ 7 ]                                                                                  |
| Schlosser Karl                   | velkostatkářská     | nesvěřenecké velkostatky                              |                 | Rezignoval 1873.                                                                       |
| Schmeykal Franz                  | městská             | Česká Lípa                                            | Ústavní str.    | [ 2 ]                                                                                  |
| Schmidt Antonín                  | městská             | Německý Brod, Polná, Humpolec                         |                 | [ 2 ]                                                                                  |
| Schönburg Alexander              | velkostatkářská     | svěřenecké velkostatky                                |                 | [ 3 ]                                                                                  |
| Schulz Ferdinand                 | městská             | Mladá Boleslav, Nymburk                               |                 | [ 6 ]                                                                                  |
| Schwarzenberg Bedřich            | virilisté           | arcibiskup pražský                                    |                 |                                                                                        |
| Skrejšovský Jan Stanislav        | městská             | Vysoké Mýto, Skuteč, Hlinsko                          |                 | [ 6 ]                                                                                  |
| Sladkovský Karel                 | venk. obcí          | Kolín, Kouřim, Uhlířské Janovice                      |                 | [ 7 ]                                                                                  |
| Slavík Josef                     | venk. obcí          | Litomyšl, Polička                                     |                 | [ 7 ]                                                                                  |
| Sobotka Josef                    | obch. a živn. komor | Praha                                                 |                 | [ 6 ]                                                                                  |
| Stark Anton von                  | velkostatkářská     | nesvěřenecké velkostatky                              |                 | [ 3 ]                                                                                  |
| Stefan Kristian                  | městská             | Hradec Králové, Jaroměř, Josefov                      |                 | [ 6 ]                                                                                  |
| Steffens Peter                   | velkostatkářská     | nesvěřenecké velkostatky                              |                 | [ 3 ]                                                                                  |
| Stöhr Karl                       | venk. obcí          | Teplice, Duchcov, Bílina                              | Ústavní str.    | [ 7 ]                                                                                  |
| Strakatý Jan                     | venk. obcí          | Březnice, Blatná, Mirovice                            |                 | [ 4 ]                                                                                  |
| Streeruwitz Adolf                | venk. obcí          | Plzeň, Touškov, Stříbro, Stod                         | Ústavní str.    | [ 4 ]                                                                                  |
| Suida Franz                      | obch. a živn. komor | Liberec                                               |                 | [ 6 ]                                                                                  |
| Svátek Vavřinec                  | městská             | Strakonice, Sušice, Vodňany                           |                 | [ 2 ]                                                                                  |
| Šimáček František                | venk. obcí          | Karlín, Brandýs                                       |                 | [ 7 ]                                                                                  |
| Škarda Jakub                     | venk. obcí          | Domažlice, Nová Kdyně                                 |                 | [ 7 ]                                                                                  |
| Šobr Tomáš                       | městská             | Písek                                                 |                 | [ 2 ]                                                                                  |
| Štros Jan                        | městská             | Kutná Hora                                            | Národní str.    | [ 3 ]                                                                                  |
| Tachezy Adolf                    | obch. a živn. komor | Cheb                                                  |                 | [ 6 ]                                                                                  |
| Tedesco Ludwig                   | městská             | Praha-Josefov                                         | Ústavní str.    | [ 6 ]                                                                                  |
| Theumer Ernst                    | velkostatkářská     | nesvěřenecké velkostatky                              | Ústavní str.    | [ 3 ]                                                                                  |
| Theumer Josef                    | venk. obcí          | Trutnov, Hostinné, Maršov, Žacléř                     | Ústavní str.    | [ 2 ]                                                                                  |
| Theumer Leo                      | městská             | Loket, Slavkov, Schönfeld, Bečov, Sangerberg          |                 | [ 3 ]                                                                                  |
| Thun-Hohenstein Josef Oswald     | velkostatkářská     | svěřenecké velkostatky                                |                 | [ 3 ]                                                                                  |
| Thun-Hohenstein Ladislaus        | velkostatkářská     | nesvěřenecké velkostatky                              |                 | [ 3 ]                                                                                  |
| Thun-Hohenstein Quido            | velkostatkářská     | svěřenecké velkostatky                                |                 | [ 3 ]                                                                                  |
| Tietz Friedrich                  | městská             | Rumburk                                               |                 | Rezignoval v září 1872.                                                                |
| Tilšer František                 | městská             | Příbram, Březové Hory                                 |                 | [ 2 ]                                                                                  |
| Tomek Václav                     | městská             | Jílové, Vyšehrad, Benešov, Č. Kostelec                | Národní str.    | [ 2 ]                                                                                  |
| Tonner Emanuel                   | venk. obcí          | Strakonice, Horažďovice                               |                 | [ 4 ]                                                                                  |
| Trojan Alois Pravoslav           | venk. obcí          | Příbram, Dobříš                                       |                 | [ 4 ]                                                                                  |
| Tuschner Emanuel                 | městská             | Plzeň                                                 | Národní str.    | [ 6 ]                                                                                  |
| Tyrš Miroslav                    | městská             | Tábor, Kamenice, Pelhřimov                            |                 | [ 2 ]                                                                                  |
| Unger Karl von                   | velkostatkářská     | nesvěřenecké velkostatky                              |                 | [ 3 ]                                                                                  |
| Urbánek Ferdinand                | venk. obcí          | Dvůr Králové, Jaroměř                                 |                 | [ 7 ]                                                                                  |
| Václavík Alois                   | venk. obcí          | Poděbrady, Městec Králové                             |                 | [ 7 ]                                                                                  |
| Vávra Vincenc                    | venk. obcí          | Nymburk, Benátky                                      |                 | Uváděn též jako Čeněk Vávra.                                                           |
| Vilímek Josef Richard            | venk. obcí          | Rychnov, Kostelec                                     |                 | [ 7 ]                                                                                  |
| Villani Karel Drahotín           | venk. obcí          | Benešov, Neveklov, Vlašim                             |                 | [ 4 ]                                                                                  |
| Volkelt Johann                   | městská             | Frýdlant, Chrastava                                   | Ústavní str.    | [ 4 ]                                                                                  |
| Vrba Alexandr                    | městská             | Lanškroun, Ústí n. Orlicí, Č. Třebová                 |                 | Volba zpochybněna, ustavena komise pro přezkum.                                        |
| Wahala Augustin Pavel            | virilisté           | biskup litoměřický                                    |                 |                                                                                        |
| Waldert Anton                    | městská             | Chomutov, Vejprty, Přísečnice                         | Ústavní str.    | [ 2 ]                                                                                  |
| Wallis Karl                      | velkostatkářská     | nesvěřenecké velkostatky                              |                 | Rezignoval před dubnem 1875.                                                           |
| Wächter Otto von                 | velkostatkářská     | nesvěřenecké velkostatky                              |                 | [ 3 ]                                                                                  |
| Watzka Josef                     | venk. obcí          | Jáchymov, Blatno                                      | Ústavní str.    | [ 4 ]                                                                                  |
| Weber Anton                      | městská             | Litoměřice, Lovosice                                  | Ústavní str.    | [ 2 ]                                                                                  |
| Weinrich Karl Daniel             | velkostatkářská     | nesvěřenecké velkostatky                              |                 | [ 3 ]                                                                                  |
| Weiß Adolf                       | velkostatkářská     | nesvěřenecké velkostatky                              |                 | Uváděn též nesprávně jako Karl Weiß                                                    |
| Wenzel Adolf                     | venk. obcí          | Rumburk, Varnsdorf                                    | Ústavní str.    | [ 2 ]                                                                                  |
| Wenzig Josef                     | venk. obcí          | Hradec Králové, Nechanice                             |                 | [ 7 ]                                                                                  |
| Wiener Friedrich                 | městská             | Praha-Josefov                                         | Ústavní str.    | [ 6 ]                                                                                  |
| Wolfrum Karl                     | městská             | Teplice, Ústí n. Labem                                | Ústavní str.    | [ 6 ]                                                                                  |
| Woratschka Wilhelm               | městská             | Rumburk                                               |                 | Zvolen v říjnu 1872.                                                                   |
| Würfel Adolf                     | velkostatkářská     | nesvěřenecké velkostatky                              |                 | [ 3 ]                                                                                  |
| Záhony Adolf                     | velkostatkářská     | nesvěřenecké velkostatky                              |                 | [ 3 ]                                                                                  |
| Zátka Hynek                      | venk. obcí          | Budějovice, Lišov, Trhové Sviny, Hluboká, Týn n. Vlt. |                 | V stenograf. záznamu o volbě uváděn zároveň Ignác [tj. Hynek] Zátka i Ferdinand Zátka. |
| Zedtwitz Karl Moritz             | velkostatkářská     | nesvěřenecké velkostatky                              |                 | [ 3 ]                                                                                  |
| Zedtwitz Klemens                 | velkostatkářská     | nesvěřenecké velkostatky                              |                 | [ 3 ]                                                                                  |
| Zeithammer Antonín Otakar        | venk. obcí          | Kralovice, Manětín                                    |                 | [ 7 ]                                                                                  |
| Zelený Václav                    | venk. obcí          | Německý Brod, Humpolec, Polná, Přibyslav, Štoky       |                 | [ 4 ]                                                                                  |
| Zintl Josef                      | venk. obcí          | Planá, Teplá, Bezdružice                              | Ústavní str.    | [ 4 ]                                                                                  |
| Žák Jan                          | městská             | Pardubice, Chlumec, Holice                            |                 | [ 6 ]                                                                                  |

## Abecední seznam poslanců zvolených v doplňovacích volbách během funkčního období 1872–1878
Vzhledem k politice pasivní rezistence se etnicky čeští poslanci nepodíleli na práci sněmu, byli pak pro absenci zbavováni mandátů a konaly se opakovaně doplňovací volby (většinou v nich zvoleni titíž poslanci), po nichž opětovně mandáty fakticky neuplatňovali. Kromě toho docházelo k doplňovacím volbám i pro rezignaci či úmrtí jiných poslanců.

### Abecední seznam poslanců zvolených v doplňovacích volbách v říjnu 1873
Šlo o první vlnu masivních doplňovacích voleb v desítkách volebních obvodů, vyvolaných bojkotem sněmu českými poslanci.
| Jméno                          | Kurie           | Volební obvod                                         | Strana    | Poznámka                     |
| ------------------------------ | --------------- | ----------------------------------------------------- | --------- | ---------------------------- |
| Achtner Michael                | městská         | Praha-Malá Strana                                     |           | [ 14 ]                       |
| Bouzar Jan                     | městská         | Litomyšl, Polička                                     |           | [ 18 ]                       |
| Bozděch Václav                 | venk. obcí      | Klatovy, Plánice                                      |           | [ 10 ]                       |
| Brauner František August       | venk. obcí      | Přeštice, Nepomuk                                     |           | [ 10 ]                       |
| Brzorád Josef                  | venk. obcí      | Jílové, Říčany                                        |           | [ 10 ]                       |
| Černý Jan                      | městská         | Mnichovo Hradiště, Turnov, Bělá                       |           | [ 18 ]                       |
| Čížek Antonín                  | venk. obcí      | Vrchlabí, Rokytnice, Jilemnice                        |           | [ 10 ]                       |
| Faber Karel                    | venk. obcí      | Milevsko, Sedlec, Bechyně                             |           | [ 10 ]                       |
| Fáček František                | venk. obcí      | Chotěboř, Habry                                       |           | [ 18 ]                       |
| Fiala František                | venk. obcí      | Lanškroun, Ústí n. O.                                 |           | [ 10 ]                       |
| Frič Josef František           | městská         | Praha-Nové Město                                      |           | [ 18 ]                       |
| Gabriel Josef Ambrož           | venk. obcí      | Sušice, Kašperské Hory                                |           | [ 18 ]                       |
| Götzl Josef                    | městská         | Karlín                                                |           | [ 14 ]                       |
| Grégr Eduard                   | venk. obcí      | Vysoké Mýto, Skuteč, Hlinsko                          |           | [ 10 ]                       |
| Grünwald Vendelín              | městská         | Třeboň, Lišov, Týn n. Vltavou                         |           | [ 18 ]                       |
| Hartl František                | venk. obcí      | Turnov, Český Dub                                     |           | [ 10 ]                       |
| Hausmann Čeněk                 | městská         | Rychnov, Žamberk, Kostelec n. Orlicí, Dobruška        |           | [ 18 ]                       |
| Havelec František              | městská         | Kolín, Kouřim, Poděbrady                              |           | [ 18 ]                       |
| Heinrich Josef                 | venk. obcí      | Most, Hora sv. Kateřiny, Jirkov                       |           | Nastoupil místo D. Kuha.     |
| Hons Antonín                   | venk. obcí      | Mladá Boleslav, Mnich. Hradiště, Bělá                 |           | [ 10 ]                       |
| Houra Jindřich                 | městská         | Jindřichův Hradec, Bystřice                           |           | [ 18 ]                       |
| Husák Antonín                  | venk. obcí      | Slaný, Velvary, Libochovice                           |           | [ 18 ]                       |
| Jablonský Rudolf               | městská         | Čáslav, Chotěboř, Golčův Jeníkov                      |           | [ 18 ]                       |
| Jeřábek František              | městská         | Lomnice, Nová Paka, Sobotka                           |           | [ 18 ]                       |
| Jeřábek Jan                    | venk. obcí      | Nový Bydžov, Chlumec                                  |           | [ 18 ]                       |
| Jílek Jan                      | venk. obcí      | Hořovice, Zbiroh                                      |           | [ 10 ]                       |
| Kahles August                  | venk. obcí      | Ledeč, Dolní Kralovice                                |           | [ 18 ]                       |
| Klaudy Karel Leopold           | městská         | Praha-Staré Město                                     |           | [ 18 ]                       |
| Kleissl Jan                    | městská         | Plzeň                                                 |           | [ 14 ]                       |
| Klíma Václav                   | městská         | Klatovy, Domažlice                                    |           | [ 18 ]                       |
| Klimeš Josef                   | venk. obcí      | Chrudim, Nasavrky                                     |           | [ 18 ]                       |
| Kodym Filip Stanislav          | venk. obcí      | Smíchov, Zbraslav, Beroun, Unhošť                     |           | [ 10 ]                       |
| Korb v. Weidenheim Karl mladší | velkostatkářská | nesvěřenecké velkostatky                              |           | [ 14 ]                       |
| Kořínek František              | venk. obcí      | Nové Město n. M., Náchod, Dobruška                    |           | [ 18 ]                       |
| Körber Gustav                  | městská         | Praha-Malá Strana                                     |           | [ 14 ]                       |
| Kralert František              | venk. obcí      | Pelhřimov, Pacov, Kamenice, Počátky                   |           | [ 10 ]                       |
| Kratochvíle Jan                | venk. obcí      | Tábor, Mladá Vožice, Soběslav, Veselí                 |           | [ 10 ]                       |
| Krejčí Jan                     | venk. obcí      | Prachatice, Netolice                                  |           | [ 10 ]                       |
| Kubíček Matěj                  | venk. obcí      | Vimperk, Volyně                                       |           | [ 18 ]                       |
| Kučera Jan                     | venk. obcí      | Písek, Vodňany                                        |           | [ 10 ]                       |
| Macháček František             | venk. obcí      | Votice, Sedlčany                                      |           | [ 10 ]                       |
| Mannsfeld Hieronymus           | velkostatkářská | svěřenecké velkostatky                                |           | Nastoupil místo R. Morzina.  |
| Mašek Josef Ladislav           | venk. obcí      | Jičín, Lomnice, Sobotka, Libáň                        |           | [ 10 ]                       |
| Mattuš Karel                   | městská         | Mladá Boleslav, Nymburk                               |           | [ 18 ]                       |
| Neumann Stanislav              | městská         | Hořovice, Beroun, Rokycany, Radnice                   |           | [ 14 ]                       |
| Nittinger Robert               | venk. obcí      | Rakovník, Křivoklát, Nové Strašecí, Louny             |           | [ 18 ]                       |
| Oliva Alois                    | městská         | Smíchov                                               |           | [ 18 ]                       |
| Oppenheimer Ludwig             | velkostatkářská | nesvěřenecké velkostatky                              |           | [ 14 ]                       |
| Palacký František              | městská         | Praha-Nové Město                                      |           | [ 18 ]                       |
| Pfannerer Maurus               | velkostatkářská | nesvěřenecké velkostatky                              |           | [ 14 ]                       |
| Platzer Vilém                  | venk. obcí      | Jindřichův Hradec, Lomnice, Třeboň, N. Bystřice       |           | [ 18 ]                       |
| Pokorný František              | venk. obcí      | Černý Kostelec, Český Brod                            |           | [ 10 ]                       |
| Pollach Štěpán                 | městská         | Praha-Hradčany                                        |           | [ 18 ]                       |
| Porák Antonín                  | městská         | Dvůr Králové, Náchod, Hořice                          |           | [ 18 ]                       |
| Potůček Karel                  | venk. obcí      | Rokycany, Blovice                                     |           | [ 10 ]                       |
| Pour Václav                    | venk. obcí      | Pardubice, Holice, Přelouč                            |           | [ 18 ]                       |
| Práchenský Josef Stanislav     | městská         | Mělník, Brandýs n. L., Roudnice                       |           | [ 14 ]                       |
| Pražák Josef                   | venk. obcí      | Mělník, Roudnice                                      |           | [ 18 ]                       |
| Pštross František              | městská         | Praha-Staré Město                                     |           | [ 18 ]                       |
| Reichert Václav                | venk. obcí      | Hořice, Nová Paka                                     |           | [ 10 ]                       |
| Rieger František Ladislav      | venk. obcí      | Semily, Železný Brod                                  |           | [ 10 ]                       |
| Roth Karel                     | městská         | Chrudim, Heřmanův Městec                              |           | [ 18 ]                       |
| Říha Josef                     | venk. obcí      | Kutná Hora, Čáslav                                    |           | [ 10 ]                       |
| Schmidt Antonín                | městská         | Německý Brod, Polná, Humpolec                         |           | [ 18 ]                       |
| Skopec Adolf                   | městská         | Praha-Hradčany                                        |           | [ 18 ]                       |
| Sladkovský Karel               | venk. obcí      | Kolín, Kouřim, Uhlířské Janovice                      | mladočech | [ 10 ]                       |
| Slavík Josef                   | venk. obcí      | Litomyšl, Polička                                     |           | [ 10 ]                       |
| Stefan Kristian                | městská         | Hradec Králové, Jaroměř, Josefov                      |           | [ 18 ]                       |
| Strakatý Jan                   | venk. obcí      | Březnice, Blatná, Mirovice                            |           | [ 10 ]                       |
| Střemcha Jan                   | venk. obcí      | Hradec Králové, Nechanice                             |           | [ 18 ]                       |
| Svátek Vavřinec                | městská         | Strakonice, Sušice, Vodňany                           |           | [ 18 ]                       |
| Šimáček František              | venk. obcí      | Karlín, Brandýs                                       |           | [ 18 ]                       |
| Škarda Jakub                   | venk. obcí      | Domažlice, Nová Kdyně                                 |           | [ 10 ]                       |
| Štětka Josef Jaromír           | městská         | Kutná Hora                                            |           | [ 18 ]                       |
| Tilšer František               | městská         | Příbram, Březové Hory                                 |           | [ 14 ]                       |
| Toman Hugo                     | venk. obcí      | Rychnov, Kostelec                                     |           | [ 18 ]                       |
| Tonner Emanuel                 | venk. obcí      | Strakonice, Horažďovice                               |           | [ 10 ]                       |
| Tonner František               | městská         | Písek                                                 |           | [ 18 ]                       |
| Trojan Alois Pravoslav         | venk. obcí      | Příbram, Dobříš                                       |           | [ 10 ]                       |
| Tyrš Miroslav                  | městská         | Tábor, Kamenice, Pelhřimov                            |           | [ 14 ]                       |
| Ullrich Karel                  | městská         | Jílové, Vyšehrad, Benešov, Č. Kostelec                |           | [ 18 ]                       |
| Unger Joseph                   | velkostatkářská | nesvěřenecké velkostatky                              |           | [ 14 ]                       |
| Urbánek Ferdinand              | venk. obcí      | Dvůr Králové, Jaroměř                                 |           | [ 10 ]                       |
| Václavík Alois                 | venk. obcí      | Poděbrady, Městec Králové                             |           | [ 10 ]                       |
| Vávra Vincenc                  | venk. obcí      | Nymburk, Benátky                                      |           | [ 10 ]                       |
| Villani Karel Drahotín         | venk. obcí      | Benešov, Neveklov, Vlašim                             |           | [ 18 ]                       |
| Vrba Alexandr                  | městská         | Lanškroun, Ústí n. Orlicí, Č. Třebová                 |           | [ 18 ]                       |
| Wanka Franz                    | velkostatkářská | nesvěřenecké velkostatky                              |           | [ 14 ]                       |
| Zátka Hynek                    | venk. obcí      | Budějovice, Lišov, Trhové Sviny, Hluboká, Týn n. Vlt. |           | Uváděn též jako Ignác Zátka. |
| Zeithammer Antonín Otakar      | venk. obcí      | Kralovice, Manětín                                    |           | [ 10 ]                       |
| Zelený Václav                  | venk. obcí      | Německý Brod, Humpolec, Polná, Přibyslav              |           | [ 10 ]                       |
| Zvěřina Antonín                | městská         | Jičín, Nový Bydžov                                    |           | [ 18 ]                       |
| Žák Jan                        | městská         | Pardubice, Chlumec, Holice                            |           | [ 18 ]                       |

### Abecední seznam poslanců zvolených v doplňovacích volbách v červenci 1874
Doplňovací volby v červenci 1874 se odlišovaly tím, že v nich poprvé proti sobě kandidovali v českých obvodech staročeští a mladočeští kandidáti, přičemž sedm zvolených mladočechů pak mandát ve sněmu aktivně převzalo a ukončilo tak politiku pasivní rezistence.
| Jméno                         | Kurie      | Volební obvod                                         | Strana    | Poznámka                                        |
| ----------------------------- | ---------- | ----------------------------------------------------- | --------- | ----------------------------------------------- |
| Bozděch Václav                | venk. obcí | Klatovy, Plánice                                      |           | [ 20 ]                                          |
| Brauner František August      | venk. obcí | Přeštice, Nepomuk                                     |           | [ 20 ]                                          |
| Černý Jan                     | městská    | Mnichovo Hradiště, Turnov, Bělá                       |           | [ 21 ]                                          |
| Eckert Nikodem                | venk. obcí | Domažlice, Nová Kdyně                                 |           | [ 13 ]                                          |
| Ehrlich v. Treuenstätt Ludwig | městská    | Liberec                                               |           | Nastoupil místo Ignaze Graßeho.                 |
| Faber Karel                   | venk. obcí | Milevsko, Sedlec, Bechyně                             |           | [ 20 ]                                          |
| Fáček František               | venk. obcí | Chotěboř, Habry                                       |           | [ 20 ]                                          |
| Fiala František               | venk. obcí | Lanškroun, Ústí n. O.                                 |           | [ 20 ]                                          |
| Frič Josef František          | městská    | Praha-Nové Město                                      |           | [ 23 ]                                          |
| Goldberg Karl                 | městská    | Varnsdorf                                             |           | [ 21 ]                                          |
| Götzl Josef                   | městská    | Karlín                                                |           | [ 23 ]                                          |
| Gregor František              | městská    | Litomyšl, Polička                                     |           | [ 23 ]                                          |
| Grégr Eduard                  | venk. obcí | Vysoké Mýto, Skuteč, Hlinsko                          | mladočech | [ 22 ]                                          |
| Grünwald Vendelín             | městská    | Třeboň, Lišov, Týn n. Vltavou                         |           | [ 23 ]                                          |
| Harrach Jan                   | venk. obcí | Vrchlabí, Rokytnice, Jilemnice                        |           | [ 23 ]                                          |
| Hartl František               | venk. obcí | Turnov, Český Dub                                     |           | [ 23 ]                                          |
| Hausmann Čeněk                | městská    | Rychnov, Žamberk, Kostelec n. Orlicí, Dobruška        |           | [ 23 ]                                          |
| Havelec František             | městská    | Kolín, Kouřim, Poděbrady                              |           | [ 23 ]                                          |
| Hessler Lambert               | městská    | Písek                                                 |           | [ 23 ]                                          |
| Hevera Čeněk                  | venk. obcí | Hradec Králové, Nechanice                             |           | [ 20 ]                                          |
| Hlinka Vojtěch                | venk. obcí | Sušice, Horažďovice                                   |           | [ 20 ]                                          |
| Houra Jindřich                | městská    | Jindřichův Hradec, Bystřice                           |           | [ 23 ]                                          |
| Hruška Jakub                  | městská    | Německý Brod, Polná, Humpolec                         | mladočech | [ 21 ]                                          |
| Husák Antonín                 | venk. obcí | Slaný, Velvary, Libochovice                           | mladočech | [ 20 ]                                          |
| Choděra Antonín               | venk. obcí | Karlín, Brandýs                                       |           | [ 23 ]                                          |
| Jablonský Rudolf              | městská    | Čáslav, Chotěboř, Golčův Jeníkov                      |           | [ 23 ]                                          |
| Jahn Jiljí                    | venk. obcí | Pardubice, Holice, Přelouč                            |           | [ 20 ]                                          |
| Jeřábek František             | městská    | Lomnice, Nová Paka, Sobotka                           |           | [ 23 ]                                          |
| Jeřábek Jan                   | venk. obcí | Nový Bydžov, Chlumec                                  |           | [ 20 ]                                          |
| Jireček Josef                 | městská    | Vysoké Mýto, Skuteč, Hlinsko                          |           | [ 23 ]                                          |
| Kahles August                 | venk. obcí | Ledeč, Dolní Kralovice                                |           | Volba pak anulována.                            |
| Kaizl Edmund                  | venk. obcí | Příbram, Dobříš                                       |           | [ 20 ]                                          |
| Klaudy Karel Leopold          | městská    | Praha-Staré Město                                     |           | [ 23 ]                                          |
| Kleissl Jan                   | městská    | Plzeň                                                 |           | [ 23 ]                                          |
| Kletečka Emanuel              | venk. obcí | Tábor, Mladá Vožice, Soběslav, Veselí                 |           | [ 23 ]                                          |
| Klimeš Josef                  | venk. obcí | Chrudim, Nasavrky                                     |           | [ 23 ]                                          |
| Knoll Eduard                  | městská    | Karlovy Vary, Jáchymov                                |           | [ 23 ]                                          |
| Kotalík Václav                | venk. obcí | Písek, Vodňany                                        |           | [ 23 ]                                          |
| Kralert František             | venk. obcí | Pelhřimov, Pacov, Kamenice, Počátky                   |           | [ 20 ]                                          |
| Krouský Jan                   | venk. obcí | Mladá Boleslav, Mnich. Hradiště, Bělá                 |           | [ 13 ]                                          |
| Kubíček Matěj                 | venk. obcí | Strakonice, Volyně                                    |           | [ 20 ]                                          |
| Macháček František            | venk. obcí | Votice, Sedlčany                                      |           | [ 20 ]                                          |
| Mašek Josef Ladislav          | venk. obcí | Jičín, Lomnice, Sobotka, Libáň                        |           | [ 20 ]                                          |
| Mattuš Karel                  | městská    | Mladá Boleslav, Nymburk                               |           | [ 23 ]                                          |
| z Mayersbachu Adolf           | venk. obcí | Jílové, Říčany                                        | mladočech | [ 13 ]                                          |
| Milde Josef                   | městská    | Slaný, Louny, Rakovník                                |           | [ 23 ]                                          |
| Mixa Blažej                   | městská    | Příbram, Březové Hory                                 |           | [ 23 ]                                          |
| Neubauer František            | venk. obcí | Benešov, Neveklov, Vlašim                             |           | [ 23 ]                                          |
| Neumann Stanislav             | městská    | Hořovice, Beroun, Rokycany, Radnice                   |           | [ 21 ]                                          |
| Nittinger Robert              | venk. obcí | Rakovník, Křivoklát, Nové Strašecí, Louny             | mladočech | [ 20 ]                                          |
| Novák František               | venk. obcí | Smíchov, Zbraslav, Beroun, Unhošť                     |           | [ 23 ]                                          |
| Oliva Alois                   | městská    | Smíchov                                               |           | [ 23 ]                                          |
| Palacký František             | městská    | Praha-Nové Město                                      |           | [ 23 ]                                          |
| Platzer Vilém                 | venk. obcí | Jindřichův Hradec, Lomnice, Třeboň, N. Bystřice       |           | [ 20 ]                                          |
| Pollach Štěpán                | městská    | Praha-Hradčany                                        |           | [ 23 ]                                          |
| Porák Antonín                 | městská    | Dvůr Králové, Náchod, Hořice                          |           | [ 23 ]                                          |
| Práchenský Josef Stanislav    | městská    | Mělník, Brandýs n. L., Roudnice                       |           | [ 23 ]                                          |
| Pražák Josef                  | venk. obcí | Mělník, Roudnice                                      | mladočech | [ 20 ]                                          |
| Pražák Václav                 | venk. obcí | Dvůr Králové, Jaroměř                                 |           | [ 20 ]                                          |
| Pštross František             | městská    | Praha-Staré Město                                     |           | [ 23 ]                                          |
| Rieger František Ladislav     | venk. obcí | Semily, Železný Brod                                  | staročech | [ 20 ]                                          |
| Roth Karel                    | městská    | Chrudim, Heřmanův Městec                              |           | [ 23 ]                                          |
| Říha Josef                    | venk. obcí | Kutná Hora, Čáslav                                    |           | [ 20 ]                                          |
| Sedláček Václav               | městská    | Klatovy, Domažlice                                    |           | [ 21 ]                                          |
| Seigerschmidt Josef           | venk. obcí | Nymburk, Benátky                                      |           | [ 23 ]                                          |
| Schöne Moric                  | městská    | Tábor, Kamenice, Pelhřimov                            |           | [ 23 ]                                          |
| Schwarz Karel                 | městská    | Praha-Hradčany                                        |           | [ 23 ]                                          |
| Schwarzenfeld Ludwig          | venk. obcí | Kadaň, Přísečnice, Doupov                             |           | Doplňovací volba v září 1874 místo W. Löfflera. |
| Skopec Adolf                  | venk. obcí | Rokycany, Blovice                                     |           | [ 20 ]                                          |
| Skrejšovský František         | venk. obcí | Nové Město n. M., Náchod, Dobruška                    |           | [ 23 ]                                          |
| Slavík Josef                  | venk. obcí | Litomyšl, Polička                                     |           | [ 20 ]                                          |
| Stefanides Thomas             | venk. obcí | Žlutice, Bochov                                       |           | [ 13 ]                                          |
| Svátek Vavřinec               | městská    | Strakonice, Sušice, Vodňany                           |           | [ 21 ]                                          |
| Štětka Josef Jaromír          | městská    | Kutná Hora                                            |           | [ 23 ]                                          |
| Tille Jan                     | venk. obcí | Březnice, Blatná, Mirovice                            |           | [ 20 ]                                          |
| Toman Hugo                    | venk. obcí | Rychnov, Kostelec                                     |           | [ 20 ]                                          |
| Tomek Václav Vladivoj         | městská    | Hradec Králové, Jaroměř, Josefov                      |           | [ 23 ]                                          |
| Trojan Alois Pravoslav        | venk. obcí | Černý Kostelec, Český Brod                            | mladočech | [ 13 ]                                          |
| Ullrich Karel                 | městská    | Jílové, Vyšehrad, Benešov, Č. Kostelec                |           | [ 23 ]                                          |
| Václavík Alois                | venk. obcí | Poděbrady, Městec Králové                             |           | [ 20 ]                                          |
| Vaníček Jan                   | venk. obcí | Prachatice, Netolice                                  |           | [ 20 ]                                          |
| Vorel Ludvík                  | venk. obcí | Hořovice, Zbiroh                                      |           | [ 20 ]                                          |
| Vrba Alexandr                 | městská    | Lanškroun, Ústí n. Orlicí, Č. Třebová                 |           | [ 23 ]                                          |
| Zátka Hynek                   | venk. obcí | Budějovice, Lišov, Trhové Sviny, Hluboká, Týn n. Vlt. |           | [ 20 ]                                          |
| Zeithammer Antonín Otakar     | venk. obcí | Kralovice, Manětín                                    |           | [ 20 ]                                          |
| Zelený Václav                 | venk. obcí | Německý Brod, Humpolec, Polná, Přibyslav              |           | [ 23 ]                                          |
| Ziegler August                | venk. obcí | Kašperské Hory, Nýrsko, Hartmanice, Vimperk           |           | [ 20 ]                                          |
| Zvěřina Antonín               | městská    | Jičín, Nový Bydžov                                    |           | [ 23 ]                                          |
| Žák Jan                       | městská    | Pardubice, Chlumec, Holice                            |           | [ 23 ]                                          |

### Abecední seznam poslanců zvolených v doplňovacích volbách v březnu a dubnu 1875
Doplňovací volby v březnu (obvody měst a venkovských obcí) a dubnu (mandáty v kurii velkostatkářské) roku 1875 opět probíhaly z velké části vynuceně poté, co desítky staročeských poslanců bojkotujících sněm byly zbaveny mandátů. Opětovně proti sobě kandidovali v českých obvodech staročeští a mladočeští kandidáti, přičemž byli zvoleni dva další mladočeši, kteří mandát ve sněmu aktivně převzali.
| Jméno                      | Kurie               | Volební obvod                                         | Strana    | Poznámka                                                         |
| -------------------------- | ------------------- | ----------------------------------------------------- | --------- | ---------------------------------------------------------------- |
| Bozděch Václav             | venk. obcí          | Klatovy, Plánice                                      |           | [ 27 ]                                                           |
| Brauner František August   | venk. obcí          | Přeštice, Nepomuk                                     |           | [ 27 ]                                                           |
| Černý Jan                  | městská             | Mnichovo Hradiště, Turnov, Bělá                       |           | [ 28 ]                                                           |
| Čulík Karel                | městská             | Čáslav, Chotěboř, Golčův Jeníkov                      |           | [ 29 ]                                                           |
| Faber Karel                | venk. obcí          | Milevsko, Sedlec, Bechyně                             |           | [ 30 ]                                                           |
| Fáček František            | venk. obcí          | Chotěboř, Habry                                       |           | [ 29 ]                                                           |
| Fiala František            | venk. obcí          | Lanškroun, Ústí n. O.                                 |           | [ 27 ]                                                           |
| Frič Josef František       | městská             | Praha-Nové Město                                      |           | [ 29 ]                                                           |
| Gärtner Josef              | venk. obcí          | Votice, Sedlčany                                      |           | [ 30 ]                                                           |
| Götzl Josef                | městská             | Karlín                                                |           | [ 29 ]                                                           |
| Grünwald Vendelín          | městská             | Třeboň, Lišov, Týn n. Vltavou                         |           | [ 29 ]                                                           |
| Harrach Jan                | venk. obcí          | Vrchlabí, Rokytnice, Jilemnice                        |           | [ 29 ]                                                           |
| Hartl František            | venk. obcí          | Turnov, Český Dub                                     |           | [ 27 ]                                                           |
| Hausmann Čeněk             | městská             | Rychnov, Žamberk, Kostelec n. Orlicí, Dobruška        |           | [ 28 ]                                                           |
| Havelec František          | městská             | Kolín, Kouřim, Poděbrady                              |           | [ 29 ]                                                           |
| Hessler Lambert            | městská             | Písek                                                 |           | [ 27 ]                                                           |
| Hevera Čeněk               | venk. obcí          | Hradec Králové, Nechanice                             |           | [ 29 ]                                                           |
| Jahn Jiljí                 | venk. obcí          | Pardubice, Holice, Přelouč                            |           | [ 27 ]                                                           |
| Jeřábek František          | městská             | Lomnice, Nová Paka, Sobotka                           |           | [ 28 ]                                                           |
| Jeřábek Jan                | venk. obcí          | Nový Bydžov, Chlumec                                  |           | [ 27 ]                                                           |
| Jireček Josef              | městská             | Vysoké Mýto, Skuteč, Hlinsko                          |           | [ 28 ]                                                           |
| Kahles August              | venk. obcí          | Ledeč, Dolní Kralovice                                |           | [ 29 ]                                                           |
| Kaizl Edmund               | venk. obcí          | Příbram, Dobříš                                       |           | Volba zpochybněna a předána k prošetření.Potvrzena v dubnu 1875. |
| Kaska Antonín              | venk. obcí          | Hořice, Nová Paka                                     |           | [ 29 ]                                                           |
| Khevenhüller-Metsch Rudolf | velkostatkářská     | svěřenecké velkostatky                                |           | Doplňovací volba duben 1875.                                     |
| Klaudy Karel Leopold       | městská             | Praha-Staré Město                                     |           | [ 29 ]                                                           |
| Kleissl Jan                | městská             | Plzeň                                                 |           | [ 27 ]                                                           |
| Kletečka Emanuel           | venk. obcí          | Tábor, Mladá Vožice, Soběslav, Veselí                 |           | [ 27 ]                                                           |
| Klimeš Josef               | venk. obcí          | Chrudim, Nasavrky                                     |           | [ 27 ]                                                           |
| Kotalík Václav             | venk. obcí          | Písek, Vodňany                                        |           | [ 29 ]                                                           |
| Kralert František          | venk. obcí          | Pelhřimov, Pacov, Kamenice, Počátky                   |           | [ 27 ]                                                           |
| Krouský Jan                | venk. obcí          | Mladá Boleslav, Mnich. Hradiště, Bělá                 |           | [ 27 ]                                                           |
| Kubíček Matěj              | venk. obcí          | Strakonice, Volyně                                    |           | [ 27 ]                                                           |
| Mašek Josef Ladislav       | venk. obcí          | Jičín, Lomnice, Sobotka, Libáň                        |           | [ 30 ]                                                           |
| Mattuš Karel               | městská             | Mladá Boleslav, Nymburk                               |           | [ 28 ]                                                           |
| Mercy Heinrich             | obch. a živn. komor | Praha                                                 |           | [ 31 ]                                                           |
| Milde Josef                | městská             | Slaný, Louny, Rakovník                                |           | Volba zpochybněna a ještě v březnu 1876 posuzována.              |
| Mixa Blažej                | městská             | Příbram, Březové Hory                                 |           | [ 29 ]                                                           |
| Moravec Ignác              | městská             | Jindřichův Hradec, Bystřice                           |           | [ 29 ]                                                           |
| Nádherný z Borutína Otmar  | velkostatkářská     | nesvěřenecké velkostatky                              |           | Nastoupil místo K. Wallise. Doplňovací volba duben 1875.         |
| Nerradt Franz              | městská             | Liberec                                               |           | Nastoupil místo G. Große.                                        |
| Neubauer František         | venk. obcí          | Benešov, Neveklov, Vlašim                             |           | [ 30 ]                                                           |
| Neumann Stanislav          | městská             | Hořovice, Beroun, Rokycany, Radnice                   |           | [ 29 ]                                                           |
| Niederle Josef             | městská             | Lanškroun, Ústí n. Orlicí, Č. Třebová                 |           | [ 28 ]                                                           |
| Novák František            | venk. obcí          | Smíchov, Zbraslav, Beroun, Unhošť                     |           | [ 30 ]                                                           |
| Oliva Alois                | městská             | Smíchov                                               |           | [ 29 ]                                                           |
| Palacký František          | městská             | Praha-Nové Město                                      |           | [ 29 ]                                                           |
| Peták Václav               | venk. obcí          | Plzeň, Kralovice                                      |           | [ 29 ]                                                           |
| Platzer Vilém              | venk. obcí          | Jindřichův Hradec, Lomnice, Třeboň, N. Bystřice       |           | [ 27 ]                                                           |
| Pollach Štěpán             | městská             | Praha-Hradčany                                        |           | [ 29 ]                                                           |
| Porák Antonín              | městská             | Dvůr Králové, Náchod, Hořice                          |           | [ 28 ]                                                           |
| Práchenský Josef Stanislav | městská             | Mělník, Brandýs n. L., Roudnice                       |           | [ 29 ]                                                           |
| Pražák Václav              | venk. obcí          | Dvůr Králové, Jaroměř                                 |           | [ 29 ]                                                           |
| Pštross František          | městská             | Praha-Staré Město                                     |           | [ 29 ]                                                           |
| Rieger František Ladislav  | venk. obcí          | Semily, Železný Brod                                  |           | [ 30 ]                                                           |
| Roth Karel                 | městská             | Chrudim, Heřmanův Městec                              |           | [ 29 ]                                                           |
| Ruml Jan                   | venk. obcí          | Kolín, Kouřim, Uhlířské Janovice                      |           | [ 30 ]                                                           |
| Říha Josef                 | venk. obcí          | Kutná Hora, Čáslav                                    |           | [ 29 ]                                                           |
| Sedláček Václav            | městská             | Klatovy, Domažlice                                    |           | [ 28 ]                                                           |
| Seigerschmidt Josef        | venk. obcí          | Nymburk, Benátky                                      |           | [ 30 ]                                                           |
| Schöne Moric               | městská             | Tábor, Kamenice, Pelhřimov                            |           | [ 29 ]                                                           |
| Schwarz Karel              | městská             | Praha-Hradčany                                        |           | [ 29 ]                                                           |
| Skopec Adolf               | venk. obcí          | Rokycany, Blovice                                     |           | [ 27 ]                                                           |
| Skrejšovský František      | venk. obcí          | Nové Město n. M., Náchod, Dobruška                    |           | [ 27 ]                                                           |
| Sladkovský Karel           | městská             | Litomyšl, Polička                                     | mladočech | [ 11 ]                                                           |
| Svátek Vavřinec            | městská             | Strakonice, Sušice, Vodňany                           |           | [ 29 ]                                                           |
| Štětka Josef Jaromír       | městská             | Kutná Hora                                            |           | [ 29 ]                                                           |
| Tille Jan                  | venk. obcí          | Březnice, Blatná, Mirovice                            |           | [ 27 ]                                                           |
| Toman Hugo                 | venk. obcí          | Rychnov, Kostelec                                     |           | [ 27 ]                                                           |
| Tomek Václav Vladivoj      | městská             | Hradec Králové, Jaroměř, Josefov                      |           | [ 28 ]                                                           |
| Uhl Karel                  | venk. obcí          | Sušice, Horažďovice                                   |           | [ 27 ]                                                           |
| Ullrich Karel              | městská             | Jílové, Vyšehrad, Benešov, Č. Kostelec                |           | [ 28 ]                                                           |
| Vacek Kašpar               | venk. obcí          | Litomyšl, Polička                                     | mladočech | [ 27 ]                                                           |
| Václavík Alois             | venk. obcí          | Poděbrady, Městec Králové                             |           | [ 29 ]                                                           |
| Vaníček Jan                | venk. obcí          | Prachatice, Netolice, Volary                          |           | [ 29 ]                                                           |
| Vorel Ludvík               | venk. obcí          | Hořovice, Zbiroh                                      |           | [ 27 ]                                                           |
| Zátka Hynek                | venk. obcí          | Budějovice, Lišov, Trhové Sviny, Hluboká, Týn n. Vlt. |           | [ 27 ]                                                           |
| Zedtwitz Karl Max          | velkostatkářská     | svěřenecké velkostatky                                |           | Doplňovací volba duben 1875.                                     |
| Zeithammer Antonín Otakar  | venk. obcí          | Karlín, Brandýs                                       |           | [ 27 ]                                                           |
| Zelený Václav              | venk. obcí          | Německý Brod, Humpolec, Polná, Přibyslav              |           | Zemřel 5. 4. 1875.                                               |
| Zvěřina Antonín            | městská             | Jičín, Nový Bydžov                                    |           | [ 28 ]                                                           |
| Žák Jan                    | městská             | Pardubice, Chlumec, Holice                            |           | [ 27 ]                                                           |

### Abecední seznam poslanců zvolených v doplňovacích volbách v únoru 1876
Doplňovací volby v únoru roku 1876 znovu probíhaly z velké části vynuceně poté, co desítky staročeských poslanců bojkotujících sněm byly zbaveny mandátů. Opětovně proti sobě kandidovali v českých obvodech staročeští a mladočeští kandidáti, přičemž tentokrát nebyli zvoleni žádní další mladočeši a jejich sněmovní zastoupení tak zůstalo na devíti poslancích.
| Jméno                      | Kurie               | Volební obvod                                         | Strana | Poznámka                                               |
| -------------------------- | ------------------- | ----------------------------------------------------- | ------ | ------------------------------------------------------ |
| Alter Wilhelm              | venk. obcí          | Dvůr Králové, Jaroměř                                 |        | [ 9 ]                                                  |
| Bozděch Václav             | venk. obcí          | Klatovy, Plánice                                      |        | [ 33 ]                                                 |
| Brauner František August   | venk. obcí          | Přeštice, Nepomuk                                     |        | [ 9 ]                                                  |
| Černý Jan                  | městská             | Mnichovo Hradiště, Turnov, Bělá                       |        | [ 32 ]                                                 |
| Čulík Karel                | městská             | Čáslav, Chotěboř, Golčův Jeníkov                      |        | [ 32 ]                                                 |
| Faber Karel                | venk. obcí          | Milevsko, Sedlec, Bechyně                             |        | [ 33 ]                                                 |
| Fáček František            | venk. obcí          | Chotěboř, Habry                                       |        | [ 33 ]                                                 |
| Frič Josef František       | městská             | Praha-Nové Město                                      |        | [ 32 ]                                                 |
| Gärtner Josef              | venk. obcí          | Votice, Sedlčany                                      |        | [ 33 ]                                                 |
| Götzl Josef                | městská             | Karlín                                                |        | [ 32 ]                                                 |
| Grünwald Vendelín          | městská             | Třeboň, Lišov, Týn n. Vltavou                         |        | [ 32 ]                                                 |
| Halbmayr Josef Dionys      | obch. a živn. komor | Cheb                                                  |        | Nastoupil místo G. Habermanna.                         |
| Harrach Jan                | venk. obcí          | Vrchlabí, Rokytnice, Jilemnice                        |        | [ 9 ]                                                  |
| Hartl František            | venk. obcí          | Turnov, Český Dub                                     |        | [ 33 ]                                                 |
| Hausmann Čeněk             | městská             | Rychnov, Žamberk, Kostelec n. Orlicí, Dobruška        |        | Rezignoval v březnu 1876.                              |
| Havelec František          | městská             | Kolín, Kouřim, Poděbrady                              |        | [ 32 ]                                                 |
| Hessler Lambert            | městská             | Písek                                                 |        | [ 32 ]                                                 |
| Hevera Čeněk               | venk. obcí          | Hradec Králové, Nechanice                             |        | [ 33 ]                                                 |
| Jeřábek František          | městská             | Lomnice, Nová Paka, Sobotka                           |        | [ 32 ]                                                 |
| Jeřábek Jan                | venk. obcí          | Nový Bydžov, Chlumec                                  |        | [ 33 ]                                                 |
| Jireček Josef              | městská             | Vysoké Mýto, Skuteč, Hlinsko                          |        | [ 32 ]                                                 |
| Kahles August              | venk. obcí          | Ledeč, Dolní Kralovice                                |        | [ 9 ]                                                  |
| Kaizl Edmund               | venk. obcí          | Příbram, Dobříš                                       |        | [ 33 ]                                                 |
| Kaska Antonín              | venk. obcí          | Hořice, Nová Paka                                     |        | [ 33 ]                                                 |
| Klaudy Karel Leopold       | městská             | Praha-Staré Město                                     |        | [ 32 ]                                                 |
| Kletečka Emanuel           | venk. obcí          | Tábor, Mladá Vožice, Soběslav, Veselí                 |        | [ 33 ]                                                 |
| Klimeš Josef               | venk. obcí          | Chrudim, Nasavrky                                     |        | [ 33 ]                                                 |
| Kotalík Václav             | venk. obcí          | Písek, Vodňany                                        |        | [ 33 ]                                                 |
| Kralert František          | venk. obcí          | Pelhřimov, Pacov, Kamenice, Počátky                   |        | [ 33 ]                                                 |
| Krofta Josef               | městská             | Plzeň                                                 |        | [ 32 ]                                                 |
| Krouský Jan                | venk. obcí          | Mladá Boleslav, Mnich. Hradiště, Bělá                 |        | [ 9 ]                                                  |
| Kubíček Matěj              | venk. obcí          | Strakonice, Volyně                                    |        | [ 9 ]                                                  |
| Kudrnáč Hynek              | městská             | Jičín, Nový Bydžov                                    |        | [ 32 ]                                                 |
| Mašek Josef Ladislav       | venk. obcí          | Jičín, Lomnice, Sobotka, Libáň                        |        | [ 33 ]                                                 |
| Mattuš Karel               | městská             | Mladá Boleslav, Nymburk                               |        | [ 32 ]                                                 |
| Mixa Blažej                | městská             | Příbram, Březové Hory                                 |        | [ 32 ]                                                 |
| Moravec Ignác              | městská             | Jindřichův Hradec, Bystřice                           |        | [ 32 ]                                                 |
| Morávek František          | venk. obcí          | Pardubice, Holice, Přelouč                            |        | [ 9 ]                                                  |
| Neubauer František         | venk. obcí          | Benešov, Neveklov, Vlašim                             |        | [ 33 ]                                                 |
| Neumann Stanislav          | městská             | Hořovice, Beroun, Rokycany, Radnice                   |        | [ 32 ]                                                 |
| Novák František            | venk. obcí          | Smíchov, Zbraslav, Beroun, Unhošť                     |        | [ 33 ]                                                 |
| Oliva Alois                | městská             | Smíchov                                               |        | [ 32 ]                                                 |
| Palacký František          | městská             | Praha-Nové Město                                      |        | [ 32 ]                                                 |
| Peták Václav               | venk. obcí          | Plzeň, Kralovice                                      |        | [ 33 ]                                                 |
| Platzer Vilém              | venk. obcí          | Jindřichův Hradec, Lomnice, Třeboň, N. Bystřice       |        | [ 33 ]                                                 |
| Pleva Jan                  | venk. obcí          | Německý Brod, Humpolec, Polná, Přibyslav              |        | Nastoupil místo V. Zeleného.                           |
| Pollach Štěpán             | městská             | Praha-Hradčany                                        |        | [ 32 ]                                                 |
| Porák Antonín              | městská             | Dvůr Králové, Náchod, Hořice                          |        | [ 32 ]                                                 |
| Práchenský Josef Stanislav | městská             | Mělník, Brandýs n. L., Roudnice                       |        | [ 32 ]                                                 |
| Pštross František          | městská             | Praha-Staré Město                                     |        | [ 32 ]                                                 |
| Rieger František Ladislav  | venk. obcí          | Semily, Železný Brod                                  |        | [ 33 ]                                                 |
| Rilke Jaroslav             | městská             | Rokytnice, Jilemnice                                  |        | Zvolen v březnu 1876.                                  |
| Ringhoffer František III.  | velkostatkářská     | nesvěřenecké velkostatky                              |        | Zvolen v březnu 1876 místo W. F. von Riese-Stallburga. |
| Roth Karel                 | městská             | Chrudim, Heřmanův Městec                              |        | [ 32 ]                                                 |
| Ruml Jan                   | venk. obcí          | Kolín, Kouřim, Uhlířské Janovice                      |        | [ 33 ]                                                 |
| Říha Josef                 | venk. obcí          | Kutná Hora, Čáslav                                    |        | [ 9 ]                                                  |
| Sedláček Václav            | městská             | Klatovy, Domažlice                                    |        | [ 32 ]                                                 |
| Seigerschmidt Josef        | venk. obcí          | Nymburk, Benátky                                      |        | [ 33 ]                                                 |
| Schöne Moric               | městská             | Tábor, Kamenice, Pelhřimov                            |        | [ 32 ]                                                 |
| Schwarz Karel              | městská             | Praha-Hradčany                                        |        | [ 32 ]                                                 |
| Skopec Adolf               | venk. obcí          | Rokycany, Blovice                                     |        | [ 9 ]                                                  |
| Skrejšovský František      | venk. obcí          | Nové Město n. M., Náchod, Dobruška                    |        | [ 33 ]                                                 |
| Svátek Vavřinec            | městská             | Strakonice, Sušice, Vodňany                           |        | [ 32 ]                                                 |
| Štětka Josef Jaromír       | městská             | Kutná Hora                                            |        | [ 32 ]                                                 |
| Tille Jan                  | venk. obcí          | Březnice, Blatná, Mirovice                            |        | [ 9 ]                                                  |
| Toman Hugo                 | venk. obcí          | Rychnov, Kostelec                                     |        | [ 33 ]                                                 |
| Tomek Václav Vladivoj      | městská             | Hradec Králové, Jaroměř, Josefov                      |        | Rezignoval v březnu 1876.                              |
| Uhl Karel                  | venk. obcí          | Sušice, Horažďovice                                   |        | [ 33 ]                                                 |
| Ullrich Karel              | městská             | Jílové, Vyšehrad, Benešov, Č. Kostelec                |        | [ 32 ]                                                 |
| Václavík Alois             | venk. obcí          | Poděbrady, Městec Králové                             |        | [ 33 ]                                                 |
| Vaníček Jan                | venk. obcí          | Prachatice, Netolice                                  |        | [ 9 ]                                                  |
| Vorel Ludvík               | venk. obcí          | Hořovice, Zbiroh                                      |        | [ 9 ]                                                  |
| Zátka Hynek                | venk. obcí          | Budějovice, Lišov, Trhové Sviny, Hluboká, Týn n. Vlt. |        | [ 33 ]                                                 |
| Zeithammer Antonín Otakar  | venk. obcí          | Karlín, Brandýs                                       |        | [ 33 ]                                                 |
| Žák Jan                    | městská             | Pardubice, Chlumec, Holice                            |        | [ 32 ]                                                 |

### Abecední seznam poslanců zvolených v doplňovacích volbách v dubnu 1877
Doplňovací volby v dubnu roku 1877 byly poslední velkou vlnou dodatečných voleb vyvolaných pokračujícím bojkotem sněmu desítkami staročeských poslanců. Opětovně proti sobě kandidovali v českých obvodech staročeští a mladočeští kandidáti, přičemž tentokrát byl zvolen jen jeden mladočech, jejichž sněmovní zastoupení tak stouplo na deset poslanců.
| Jméno                     | Kurie           | Volební obvod                                         | Strana    | Poznámka |
| ------------------------- | --------------- | ----------------------------------------------------- | --------- | -------- |
| Bozděch Václav            | venk. obcí      | Klatovy, Plánice                                      |           | [ 37 ]   |
| Brauner František August  | venk. obcí      | Přeštice, Nepomuk                                     |           | [ 37 ]   |
| Černý Jan                 | městská         | Mnichovo Hradiště, Turnov, Bělá                       |           | [ 38 ]   |
| Čížek Karel               | venk. obcí      | Nové Město n. M., Náchod, Skalice, Opočno             |           | [ 39 ]   |
| Faber Karel               | venk. obcí      | Milevsko, Sedlec, Bechyně                             |           | [ 39 ]   |
| Fáček František           | venk. obcí      | Chotěboř, Habry                                       |           | [ 37 ]   |
| Fiala František           | venk. obcí      | Lanškroun, Ústí n. O.                                 |           | [ 39 ]   |
| Gärtner Josef             | venk. obcí      | Votice, Sedlčany                                      |           | [ 37 ]   |
| Götzl Josef               | městská         | Karlín                                                |           | [ 38 ]   |
| Grégr Julius              | městská         | Slaný, Louny, Rakovník                                | mladočech | [ 38 ]   |
| Harrach Jan               | venk. obcí      | Vrchlabí, Rokytnice, Jilemnice                        |           | [ 39 ]   |
| Hessler Lambert           | městská         | Písek                                                 |           | [ 38 ]   |
| Jeřábek Jan               | venk. obcí      | Nový Bydžov, Chlumec                                  |           | [ 37 ]   |
| Jireček Josef             | městská         | Praha-Nové Město                                      |           | [ 38 ]   |
| Kahles August             | venk. obcí      | Ledeč, Dolní Kralovice                                |           | [ 37 ]   |
| Kaizl Edmund              | venk. obcí      | Příbram, Dobříš                                       |           | [ 39 ]   |
| Kaska Antonín             | venk. obcí      | Hořice, Nová Paka                                     |           | [ 39 ]   |
| Kinský Octavián Josef     | velkostatkářská | svěřenecké velkostatky                                |           | [ 38 ]   |
| Klaudy Karel Leopold      | městská         | Praha-Staré Město                                     |           | [ 38 ]   |
| Kleinberg Karel           | městská         | Praha-Staré Město                                     |           | [ 38 ]   |
| Kletečka Emanuel          | venk. obcí      | Tábor, Mladá Vožice, Soběslav, Veselí                 |           | [ 39 ]   |
| Klimeš Josef              | venk. obcí      | Chrudim, Nasavrky                                     |           | [ 39 ]   |
| Kořán Josef               | venk. obcí      | Březnice, Blatná, Mirovice                            |           | [ 37 ]   |
| Kotalík Václav            | venk. obcí      | Písek, Vodňany                                        |           | [ 39 ]   |
| Kralert František         | venk. obcí      | Pelhřimov, Pacov, Kamenice, Počátky                   |           | [ 39 ]   |
| Kubíček Matěj             | venk. obcí      | Strakonice, Volyně                                    |           | [ 37 ]   |
| Kutschera Karl            | velkostatkářská | nesvěřenecké velkostatky                              |           | [ 38 ]   |
| Mašek Josef Ladislav      | venk. obcí      | Jičín, Lomnice, Sobotka, Libáň                        |           | [ 39 ]   |
| Melchers Karel            | venk. obcí      | Sušice, Horažďovice                                   |           | [ 39 ]   |
| Mladota ze Solopisk Jan   | velkostatkářská | svěřenecké velkostatky                                |           | [ 38 ]   |
| Morávek František         | venk. obcí      | Pardubice, Holice, Přelouč                            |           | [ 39 ]   |
| Neubauer František        | venk. obcí      | Benešov, Neveklov, Vlašim                             |           | [ 39 ]   |
| Neumann Stanislav         | městská         | Hořovice, Beroun, Rokycany, Radnice                   |           | [ 38 ]   |
| Novák František           | venk. obcí      | Smíchov, Zbraslav, Beroun, Unhošť                     |           | [ 37 ]   |
| Oliva Alois               | městská         | Smíchov                                               |           | [ 38 ]   |
| Platzer Vilém             | venk. obcí      | Jindřichův Hradec, Lomnice, Třeboň, N. Bystřice       |           | [ 39 ]   |
| Pleva Jan                 | venk. obcí      | Německý Brod, Humpolec, Polná, Přibyslav              |           | [ 37 ]   |
| Pollach Štěpán            | městská         | Praha-Hradčany                                        |           | [ 38 ]   |
| Pštross František         | městská         | Praha-Staré Město                                     |           | [ 38 ]   |
| Rieger František Ladislav | venk. obcí      | Semily, Železný Brod                                  |           | [ 39 ]   |
| Ruml Jan                  | venk. obcí      | Kolín, Kouřim, Uhlířské Janovice                      |           | [ 39 ]   |
| Říha Josef                | venk. obcí      | Kutná Hora, Čáslav                                    |           | [ 37 ]   |
| Seigerschmidt Josef       | venk. obcí      | Nymburk, Benátky                                      |           | [ 37 ]   |
| Schwarz Karel             | městská         | Praha-Hradčany                                        |           | [ 38 ]   |
| Skall Friedrich           | velkostatkářská | nesvěřenecké velkostatky                              |           | [ 38 ]   |
| Štětka Josef Jaromír      | městská         | Kutná Hora                                            |           | [ 38 ]   |
| Toman Hugo                | venk. obcí      | Rychnov, Kostelec                                     |           | [ 39 ]   |
| Ullrich Karel             | městská         | Jílové, Vyšehrad, Benešov, Č. Kostelec                |           | [ 38 ]   |
| Václavík Alois            | venk. obcí      | Poděbrady, Městec Králové                             |           | [ 37 ]   |
| Vaníček Jan               | venk. obcí      | Prachatice, Netolice                                  |           | [ 39 ]   |
| Vepřík Josef              | venk. obcí      | Mladá Boleslav, Mnich. Hradiště, Bělá                 |           | [ 39 ]   |
| Zátka Hynek               | venk. obcí      | Budějovice, Lišov, Trhové Sviny, Hluboká, Týn n. Vlt. |           | [ 39 ]   |
| Zeithammer Antonín Otakar | venk. obcí      | Karlín, Brandýs                                       |           | [ 37 ]   |